# چمن جویبار
چمن جویبار، علف جویبار (نام علمی: Catabrosa) نام یک سرده از تیره گندمیان است.

## گونه‌ها
- Catabrosa aquatica
- Catabrosa drakensbergensis
- Catabrosa werdermannii